# 中村麗乃
中村 麗乃（なかむら れの、2001年〈平成13年〉9月27日 - ）は、日本の元アイドル、女優であり、女性アイドルグループ乃木坂46の元メンバーである。東京都出身。乃木坂46合同会社所属。

## 略歴
2001年（平成13年）9月27日生まれ。小さい頃は活発で、寒空の下でも元気に遊んでいた。小学3年生の頃、AKB48が学校で流行っていて「ヘビーローテーション」をみんなで歌っていた。それがきっかけでAKB48、特に島崎遥香を好きになった。その後、ファッションに興味を持って『nicola』（新潮社）を読むようになり、そこでモデルをしていた古畑星夏に憧れて、自分も雑誌のモデルになりたいと思うようになった。
2015年（平成27年）にデビューした欅坂46の同い年のセンター・平手友梨奈に今までのアイドルとは違ったかっこよさを感じ『欅って、書けない？』を視聴するようになった流れで乃木坂46を知り、齋藤飛鳥に憧れた。その頃、アイドルに憧れはあったが、自分はアイドルになろうとは思っていなかった。
2016年（平成28年）、乃木坂46の3期生の募集を知り「久しぶりの募集で、次はいつなのか分からない」「受けなかったら後悔する」と思い、乃木坂46の3期生オーディションに応募した。同年9月4日、乃木坂46の3期生オーディションに合格。合格発表後、LINE LIVEで「乃木坂46 3期生決定スペシャル」が生配信され、合格発表と同時に乃木坂46での活動を開始。出版社コラボレーション特別企画賞で『an・an』（マガジンハウス）の特別賞を受けた。なお、その間講談社が主催するミスiD2017オーディションに応募し、セミファイナリスト（約3,500人中130人）に選出されたが、乃木坂46に加入したため、それ以降の審査を辞退した。同年12月10日、日本武道館で「乃木坂46 3期生『お見立て会』」が行われ、ファンに初披露された。同年12月19日、乃木坂46 3期生ブログが開設された。1日1名ずつのリレー形式となっており、中村は12月26日より12日ごとにブログを書いている。
2017年（平成29年）2月2日から12日にかけて、15公演実施された3期生初公演となる『3人のプリンシパル』に14回出演。うち4回で第二幕に出場し、三役を制覇した。同年5月9日から14日にかけて、8公演実施された3期生初の単独ライブとなる「乃木坂46 三期生単独ライブ」に出演した。
2018年（平成30年）2月22日、乃木坂46公式サイトで個人ブログを開始。同年10月5日、2019年（平成31年）1月16日から21日まで東京・シアター1010で上演される舞台『逆転裁判 -逆転のGOLD MEDAL-』にヒロイン・綾里真宵役で初めて単独で舞台に出演することが発表された。
2020年（令和2年）1月16日、3月14日・15日に大阪・梅田芸術劇場シアター・ドラマシティ、3月20日から29日まで東京・品川プリンスホテル クラブeXで上演されるミュージカル『SUPERHEROISM』に出演することが発表された。同年11月15日、2021年（令和3年）1月17日から24日まで東京・渋谷区文化総合センター大和田さくらホールで上演される舞台『夜明けのうた』に出演することが発表された。
2021年（令和3年）9月27日、20歳の誕生日を迎え、Instagramを開設した。
2023年（令和5年）4月9日から5月31日まで東京・帝国劇場で上演された舞台『Endless SHOCK』とそのスピンオフ版『Endless SHOCK -Eternal-』にヒロイン・リカ役で出演し、全55公演を完走した。同年8月23日に発売された33rdシングル『おひとりさま天国』に加入7年目で初の選抜入りを果たした。
2025年（令和7年）2月28日、個人ブログで乃木坂46から卒業することを発表した。同年5月12日（11日深夜）放送の『乃木坂工事中』に出演し、卒業のあいさつをした。同年6月26日、ヒューリックホール東京にて開催された卒業セレモニーをもって、乃木坂46の活動を終了し卒業した。同年6月27日、乃木坂46としての最後のブログ更新を行った。

## 人物
愛称は、れの。チャームポイントは目。5歳年下の弟がいる。
長所はポジティブなところ。人見知りだが根はポジティブで、自分の性格を一言で表すと「ポジティブ」。ストレス解消法は、ひとりで過ごすこと。座右の銘は「てんびん座」。

### 嗜好
好きな食べ物はチョコレート、スイーツ、ドライフルーツ、嫌いな食べ物はズッキーニ、梅干し。シナモロールや綿あめのような白くてふわふわしたモノが好きで、雲にのってみたいという願望がある。好きな色は白。好きなキャラクターはシナモロール、キキララ。好きな花はチューリップ。好きな柄はギンガムチェック。好きな曲はきゃりーぱみゅぱみゅ「もんだいガール」。好きな本は『嫌われる勇気』『LARME』。好きな映画は『千と千尋の神隠し』。好きなファッションブランドはAnk Rouge、Honey Cinnamon、LIZ LISA。好きな言葉は不撓不屈。好きなテレビ番組は『世界の果てまでイッテQ!』。クモが苦手。

### 趣味
趣味は音楽鑑賞。

### 特技
特技は横笛、和太鼓。お囃子が特技で横笛が吹ける。横笛はお見立て会でも披露した。

### 乃木坂46
憧れのメンバーは齋藤飛鳥。
乃木坂46で好きな曲は「悲しみの忘れ方」、「何度目の青空か?」。

## 作品

### シングル
乃木坂46
- 三番目の風（2017年3月22日、SRCL-9376/7） - EAN 4547366297553。
- 未来の答え（2017年8月9日、SRCL-9495/6） - EAN 4547366319194。
- 僕の衝動（2017年10月11日、SRCL-9578/9）  - EAN 4547366330359。
- 新しい世界（2018年4月25日、SRCL-9784/5） - EAN 4547366354157。
- トキトキメキメキ（2018年4月25日、SRCL-9788/9） - EAN 4547366354188。
- 三角の空き地（2018年8月8日、SRCL-9913/4） - EAN 4547366369465。
- 自分じゃない感じ（2018年8月8日、SRCL-9915/6） - EAN 4547366369472。
- 日常（2018年11月14日、SRCL-9976/7） - EAN 4547366382044。
- 滑走路（2019年5月29日、SRCL-11186/94） - EAN 4547366406672。
- 〜Do my best〜じゃ意味はない（2019年9月4日、SRCL-11266/7） - EAN 4547366418606。
- 毎日がBrand new day（2020年3月25日、SRCL-11464/5） - EAN 4547366444216。
- 世界中の隣人よ（2020年5月25日）[44]
- 口ほどにもないKISS（2021年1月27日、SRCL-11682/3） - EAN 4547366487251。
- 大人たちには指示されない（2021年6月9日、SRCL-11836/7） - EAN 4547366507270。
- 錆びたコンパス（2021年6月9日、SRCL-11842/3） - EAN 4547366507317。
- マシンガンレイン（2021年9月22日、SRCL-11880/1） - EAN 4547366522303。
- もしも心が透明なら（2021年9月22日、SRCL-11882/3） - EAN 4547366522310。
- 他人のそら似（2021年9月22日、SRCL-11888） - EAN 4547366522334。
- 価値あるもの（2022年3月23日、SRCL-12100/1） - EAN 4547366549058。
- 届かなくたって…（2022年3月23日、SRCL-12104/5） - EAN 4547366549072。
- Under's Love（2022年8月31日、SRCL-12210/8） - EAN 4547366571950。
- 僕が手を叩く方へ（2022年8月31日、SRCL-12210/1） - EAN 4547366571950。
- 悪い成分（2022年12月7日、SRCL-12330/8） - EAN 4547366590166。
- 甘いエビデンス（2022年12月7日、SRCL-12336/7） - EAN 4547366590203。
- 僕たちのサヨナラ（2023年3月29日、SRCL-12480/8） - EAN 4547366607307。
- さざ波は戻らない（2023年3月29日、SRCL-12486/7） - EAN 4547366607338。
- おひとりさま天国（2023年8月23日、SRCL-12620/8） - EAN 4547366626612。
- 誰かの肩（2023年8月23日、SRCL-12620/1） - EAN 4547366626612。
- お別れタコス（2023年8月23日、SRCL-12626/7） - EAN 4547366626643。
- 思い出が止まらなくなる（2023年12月6日、SRCL-12630/8） - EAN 4547366650990。
- チャンスは平等（2024年4月10日、SRCL-12850/8） - EAN 4547366669053。
- 落とし物（2024年8月21日、SRCL-12950/1） - EAN 4547366693973。
- それまでの猶予（2024年12月18日、SRCL-13078） - EAN 4547366716610。
- 懐かしさの先（2025年2月3日）

### アルバム
乃木坂46
- 生まれてから初めて見た夢（2017年5月24日、SRCL-9437/44） - EAN 4547366307825。
- 今が思い出になるまで（2019年4月17日、SRCL-11140/7） - EAN 4547366401325。
- Time flies（2021年12月15日、SRCL-12020/30） - EAN 4547366534184。

### 映像作品
- 中村麗乃（2017年3月22日） - EAN 4547366297539。
- NOGIBINGO!8（2018年3月16日） - EAN 4988021146821。
- 乃木坂46 5th YEAR BIRTHDAY LIVE 2017.2.20-22 SAITAMA SUPER ARENA（2018年3月28日） - EAN 4547366344523。
- 乃木坂46 真夏の全国ツアー2017 FINAL! IN TOKYO DOME（2018年7月11日） - EAN 4547366363999。
- NOGIBINGO!9（2018年10月19日） - EAN 4988021147392。
- 逆転裁判〜逆転のGOLD MEDAL〜（2019年6月12日） - EAN 4988101204014。
- 乃木坂46 6th YEAR BIRTHDAY LIVE 2018.07.06-08 JINGU STADIUM&CHICHIBUNOMIYA RUGBY STADIUM（2019年7月3日） - EAN 4547366411270。
- ドラマ「ザンビ」（2019年8月2日） - EAN 4988021148474。
- いつのまにか、ここにいる Documentary of 乃木坂46（2019年12月25日） - EAN 4988104123695。
- 乃木坂46 7th YEAR BIRTHDAY LIVE 2019.2.21-24 KYOCERA DOME OSAKA（2020年2月5日） - EAN 4547366438956。
- 乃木坂46 8th YEAR BIRTHDAY LIVE 2020.2.21-24 NAGOYA DOME（2020年12月23日） - EAN 4547366482812。
- NOGIZAKA46 Mai Shiraishi Graduation Concert 〜Always beside you〜（2021年3月10日） - EAN 4547366491104。
- ノギザカスキッツACT2 第1巻（2021年7月30日） - EAN 4988021718608, EAN 4988021140829。
- ノギザカスキッツACT2 第2巻（2021年10月22日） - EAN 4988021718615, EAN 4988021140836。
- 乃木坂46 9th YEAR BIRTHDAY LIVE 5DAYS（2022年6月8日） - EAN 4547366541441, EAN 4547366541465。
- 乃木坂スター誕生!2 第1巻（2022年7月22日） - EAN 4988021718974, EAN 4988021141550。
- 乃木坂スター誕生!2 第2巻（2022年10月28日） - EAN 4988021718981, EAN 4988021141567。
- 乃木坂46 真夏の全国ツアー2021 FINAL! IN TOKYO DOME（2022年11月16日） - EAN 4547366576009, EAN 4547366576016。
- 乃木坂46 10th YEAR BIRTHDAY LIVE（2023年2月22日） - EAN 4547366594324, EAN 4547366594447。
- さ〜ゆ〜Ready?さゆりんご軍団ライブ/松村沙友理 卒業コンサート（2023年4月26日）[45]
- 生田絵梨花 卒業コンサート（2023年4月26日）[45]
- NOGIZAKA46 ASUKA SAITO GRADUATION CONCERT（2023年10月25日） - EAN 4547366631012, EAN 4547366631098。
- 乃木坂46 11th YEAR BIRTHDAY LIVE 5DAYS（2024年2月21日） - EAN 4547366660128, EAN 4547366660135。
- MIZUKI YAMASHITA GRADUATION CONCERT（2024年10月2日） - EAN 4547366701180, EAN 4547366701227。
- 乃木坂46 12th YEAR BIRTHDAY LIVE（2025年2月12日） - EAN 4547366722253。

## 出演

### テレビドラマ
- ザンビ（2019年1月24日 - 3月28日、日本テレビ）椎名美琴 役[46]
- RoOT / ルート（2024年4月3日 - 6月5日、テレビ東京）二階堂ルイ 役[47][48]

### 配信ドラマ
- ラブシェアリング（2022年3月27日 - 6月5日、ひかりTV）主演・泉原由衣 役（向井葉月、弓木奈於とのトリプル主演）[49][50]

### 舞台
- 舞台劇『逆転裁判』シリーズ 綾里真宵 役[24]
  - 逆転裁判〜逆転のGOLD MEDAL〜（2019年1月16日 - 21日、シアター1010）[24]
  - 逆転裁判〜逆転のパラレルワールド〜（2021年5月13日 - 23日、シアター1010）[51]
- ミュージカル『SUPERHEROISM』
  - 初演（2020年3月14日 - 15日、大阪：梅田芸術劇場 シアター・ドラマシティ / 2020年3月20日 - 29日、東京：品川プリンスホテル クラブeX[注 6]）[25]
  - 再演（2021年6月18日 - 25日、東京：日本青年館ホール / 2021年7月3日 - 4日、大阪：COOL JAPAN PARK OSAKA WWホール）[53]。
- ミュージカル『October Sky-遠い空の向こうに-』（2021年10月6日 - 24日、東京：Bunkamura シアターコクーン / 11月11日 - 14日、大阪：森ノ宮ピロティホール）ドロシー 役[54]
- 夜明けのうた（2022年1月13日 - 16日、渋谷区文化総合センター大和田さくらホール）千加子 役[26]

当初は2021年1月17日 - 24日に上演を予定されていたが、2021年1月10日、公演延期が発表された。同年11月4日、延期となっていた公演が2022年1月13日から16日まで上演されることが発表された。
- Endless SHOCK・Endless SHOCK -Eternal-（帝国劇場）リカ 役
  - （2023年4月9日 - 5月31日）[58]
  - （2024年4月11日 - 5月31日）[59]
- ミュージカル『ダンス オブ ヴァンパイア』（2025年5月10日 - 31日、東京建物 Brillia HALL / 6月7日 - 15日、御園座 / 7月4日 - 12日、梅田芸術劇場 メインホール / 7月19日 - 30日、博多座）サラ 役（フランク莉奈とダブルキャスト）[60]